# Witalis Wieder
Witalis Karol Teodor Wieder (ur. 29 marca 1895 w Trzech Górach, zm. 22 lutego 1967 w Scheinfeld) – kapitan piechoty Wojska Polskiego i agent Abwehry; jeden z przywódców Goralenvolk podczas II wojny światowej. Pod koniec wojny uciekł do Niemiec. Po wojnie zaocznie skazany na karę śmierci.

## Życiorys
Wieder pochodził z Wielkopolski. Jego rodzicami byli Karol Wieder i Ewa (nazwisko panieńskie Bielska). Do Wojska Polskiego został przyjęty z armii niemieckiej. Był kapitanem rezerwy Wojska Polskiego, pełnił funkcję prezesa związku rezerwistów na powiat nowotarski. Należał również do BBWR i OZN. Do Zakopanego przybył w 1934 r. Dzierżawił pensjonaty „Maraton”, znajdujący się przy ulicy Sienkiewicza 17 (później gimnazjum nr 2) i „Albion”. Najprawdopodobniej już przed wojną został agentem Abwehry. Jego brat był oficerem Gestapo w Berlinie. Przed wybuchem wojny Wieder przygotowywał na Podhalu grunt pod powstanie Goralenvolk, w okresie wojennym uczestniczył w akcji wydawania kenkart „G”, rekrutował współpracowników, a także prowadził niemiecką szkołę wywiadu w dzierżawionych pensjonatach.